# Vangueria soutpansbergensis
Vangueria soutpansbergensis là một loài thực vật có hoa trong họ Thiến thảo. Loài này được N.Hahn miêu tả khoa học đầu tiên năm 1997.